# Rohde & Schwarz
Rohde & Schwarz est un fabricant allemand de matériel électronique non coté en Bourse, dont le siège social est à Munich, dans la zone industrielle de Berg am Laim. Il conçoit, fabrique et installe des biens d'équipement pour l'industrie, les exploitants d'infrastructures et les services publics.
Ses appareils sont surtout utilisés en métrologie, télécommande et télétransmission sans fil ou radio mobile, pour l'aéronautique, l'industrie d'armement, l'industrie automobile, la recherche et l'électronique industrielle. Son secteur radio électronique et média développe émetteurs, autocommutateurs, instruments de mesure et matériel d'enregistrement studio pour les opérateurs de réseau, les émetteurs radio, les studios, l'industrie cinématographique et l'électronique de loisir. Son secteur Cybersécurité traite les questions de production des données, de sécurité informatique et les infrastructures critiques. Son secteur Communication développe des plates-formes de cryptographie et concerne la sécurité aérienne et le militaire. Enfin, son secteur Instrumentation et tests sur réseau s'adresse aux autorités de régulation des télécommunications, aux forces de police et aux forces armées.

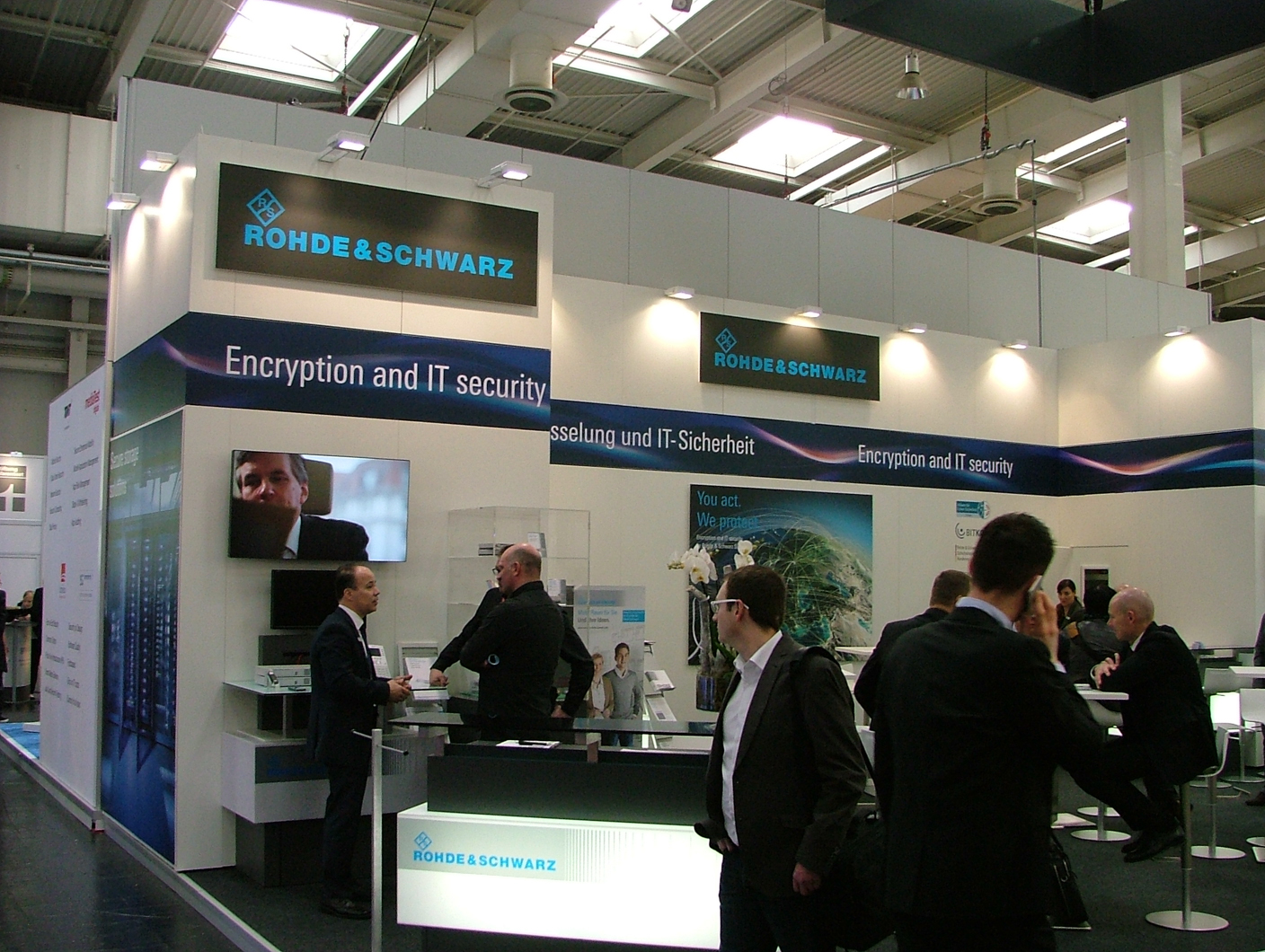
Stand du groupe au salon CeBIT (2015).

Dans le monde, 14 400 employés à travers 70 pays.
Pour l'exercice 2023-2024 (de juillet à juin), le groupe a réalisé un chiffre d'affaires de 2,93 milliards d'euros,.

## Histoire
L'entreprise Physikalisch-Technisches Entwicklungslabor Dr. L. Rohde & Dr. H. Schwarz (abrégé en PTE) a été fondée au mois d'août 1933 par deux étudiants de Physique d’Iéna, Lothar Rohde et Hermann Schwarz, qui avaient réalisé leur premier circuit électronique l'année précédente. C'était un appareil permettant de mesurer le facteur de dissipation, c'est-à-dire les pertes en puissance électrique à travers un isolant en céramique, pour des fréquences comprises entre 50 à 200 MHz pour la Société des Isolants électrique de Hermsdorf-Schomburg (Hescho). En 1934, un fabricant britannique d'isolants électrique leur passa commande d'un appareil similaire. En 1937, le petit laboratoire des deux étudiants emménagea dans une ancienne boulangerie de la Tassiloplatz, non loin de l'Ostbahnhof de Munich. Rohde & Schwarz employait déjà 35 ouvriers et proposait 24 appareils différents à son catalogue. En 1938, elle fabriqua la première horloge à quartz portative (36 kg).
Une deuxième usine : Messgerätebau GmbH, ouvrit ses portes en 1941 dans l'Allgäu à la frontière suisse. La demande soutenue de la Wehrmacht en matériels radio imposa aux industriels de concéder leur production dans le cadre de la militarisation de l'Économie du Troisième Reich. Après la capitulation, Rohde & Schwarz obtint néanmoins une commande de l'US Army pour équiper la base de l'United States Air Force d'Erding.

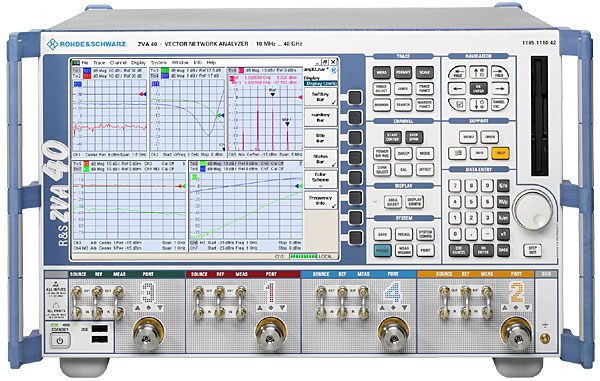
Analyseur de réseau.

La société, rebaptisée en 1945 Rohde & Schwarz, réalisa dans l'année le premier analyseur de réseau vectoriel, appelé Z-g-Diagraph. Elle obtint le 18 janvier 1949 la commande d'un émetteur expérimental à modulation de fréquence de Radio Munich. En 1955, elle mit sur le marché un récepteur ondes courtes décodant des fréquences entre 30 et 330 MHz (en 15 plages) ainsi qu'un microvoltmètre de laboratoire qui seront commercialisés jusque dans les années 1970,. La même année, l'entreprise mit au point un premier  goniomètre radio automatique destiné au contrôle aérien, le NAP1. Trois ans plus tard, elle proposait un goniomètre radio à effet Doppler, le NP4. Son premier dispositif de contrôle du bruit aérien d'Allemagne a équipé l'aéroport de Francfort. Das erste automatische Testsystem für integrierte Schaltkreise (IC) kam 1967 in Europa auf dem Markt. La stratégie d'exportation du groupe a été systématisée en 1970, avec l'adaptation des produits aux normes étrangères. Sa première plate-forme de test d'émetteurs à microprocesseurs (SMPU) a été mise sur le marché dès 1974, et elle a mis au point le processeur spécifique ALIS GP 853 pour automatiser l'accord des circuits HF en  1982.
À la chute du Mur de Berlin, le groupe recruta les cryptologues du XIe bureau (Zentrales Chiffrierorgan, ZCO) de la Stasi dans sa filiale Rohde & Schwarz SIT GmbH, à Berlin-Adlershof,.